# Liste der Biografien/Polc
Liste der Biografien |
Portal Biografien |
Personensuche
# |
A |
B |
C |
D |
E |
F |
G |
H |
I |
J |
K |
L |
M |
N |
O |
P |
Q |
R |
S |
T |
U |
V |
W |
X |
Y |
Z |
?
 
Pa |
Pc |
Pe |
Pf |
Ph |
Pi |
Pj |
Pk |
Pl |
Pm |
Pn |
Po |
Pr |
Ps |
Pt |
Pu |
Pv |
Pw |
Py
 
Poa |
Pob |
Poc |
Pod |
Poe |
Pof |
Pog |
Poh |
Poi |
Poj |
Pok |
Pol |
Pom |
Pon |
Poo |
Pop |
Por |
Pos |
Pot |
Pou |
Pov |
Pow |
Pox |
Poy |
Poz
 
Pola |
Polc |
Pold |
Pole |
Polf |
Polg |
Polh |
Poli |
Polj |
Polk |
Poll |
Polm |
Poln |
Polo |
Pols |
Polt |
Polu |
Polv |
Polw |
Poly |
Polz
Die Liste der Biografien führt alle Personen auf, die in der deutschsprachigen Wikipedia einen Artikel haben. Dieses ist eine Teilliste mit 14 Einträgen von Personen, deren Namen mit den Buchstaben „Polc“ beginnt.

## Polc
- Polc, Patrik (* 1985), slowakisch-rumänischer Eishockeytorwart
- Polc, Urška (* 1992), slowenische Badmintonspielerin

### Polca
- Polčák, Stanislav (* 1980), tschechischer Politiker
- Polcanova, Sofia (* 1994), moldauisch-österreichische TischtennisspielerinSofia Polcanova (* 1994)

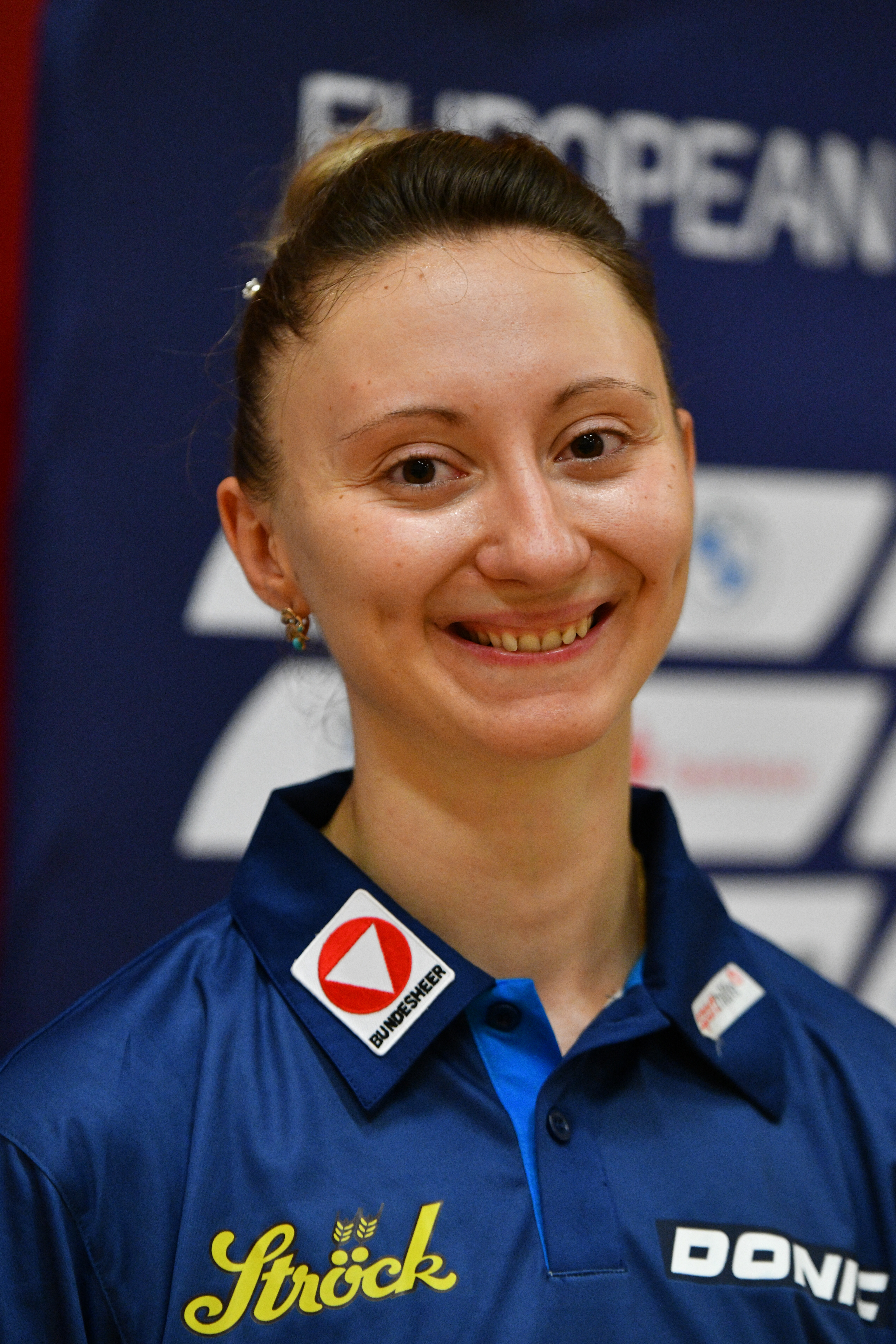
Sofia Polcanova (* 1994)

- Polcar, Fritz (1909–1975), österreichischer Politiker (ÖVP), Abgeordneter zum Nationalrat
- Polcaro, Andrea (* 1978), italienischer Prähistoriker
- Polcastro, Sigismondo († 1473), italienischer Arzt, Naturphilosoph und Hochschullehrer

### Polce
- Polcer, Ed (* 1937), US-amerikanischer Jazzkornettist

### Polch
- Polchanowa, Walentina Nikolajewna (* 1971), russische Radrennfahrerin
- Pölcher, Bertold (1941–2023), deutscher Heimatforscher
- Polchinski, Joseph (1954–2018), US-amerikanischer theoretischer Physiker
- Polchow, Johann David (1732–1801), deutscher evangelisch-lutherischer Prediger und Schulreformer
- Polchow, Sandra (* 1975), deutsche Handballtorhüterin

### Polcz
- Polczak, Piotr (* 1986), polnischer Fußballspieler